# NK Šmartno 1928
Nogometni klub Šmartno 1928 je slovenski nogometni klub iz Šmartnega ob Paki, ki igra v tretjii slovenski nogometni ligi. Ustanovljen je bil leta 2005, domači stadion kluba je Stadion Šmartno. V treh sezonah v prvi slovenski ligi je klub odigral 96 prvenstvenih tekem in osvojil 126 prvenstvenih točk. Najvišjo uvrstitev je dosegel v sezoni 2002/03 s četrtim mestom. Ustanovljen je bil po propadu kluba NK Šmartno ob Paki.